# Zelaia
Zelaia es una entidad de población española del municipio de Mendeja, perteneciente a la provincia de Vizcaya, en la comunidad autónoma del País Vasco. En 2023, la entidad singular de población tenía empadronados 163 habitantes.